# Myszyn
Myszyn (ukr. Мишин) – wieś na Ukrainie, w  obwodzie iwanofrankiwskim, w rejonie kołomyjskim.
Prywatna wieś szlachecka prawa wołoskiego, położona była w ziemi halickiej województwa ruskiego.